# Narcissus hispanicus
Narcissus hispanicus es una especie de planta bulbosa perteneciente a la  familia de las Amarilidáceas. Se distribuye por el sur de Francia y España.

## Descripción
Es una planta perenne y bulbosa,  un narciso clásico, con grandes flores. Las flores tienen hasta 10 cm de ancho, las hojas torcidas, y la corona quemada. Se trata de una planta de jardín muy popular.

## Taxonomía
Narcissus hispanicus, fue descrita por Antoine Gouan y publicado en Ill. Observ. Bot.: 23 (1773).
Etimología
Narcissus nombre genérico que hace referencia  del joven narcisista de la mitología griega Νάρκισσος (Narkissos) hijo del dios río Cephissus y de la ninfa Leiriope; que se distinguía por su belleza. 
El nombre deriva de la palabra griega: ναρκὰο, narkào (= narcótico) y se refiere al olor penetrante y embriagante de las flores de algunas especies (algunos sostienen que la palabra deriva de la palabra persa نرگس y que se pronuncia Nargis, que indica que esta planta es embriagadora). 
hispanicus: epíteto geográfico que alude a su localización en Hispania.
Sinonimia
- Anexo:Sinónimos de Narcissus hispanicus[1]